# Southampton Football Club 1995-1996
Questa voce raccoglie le informazioni riguardanti il Southampton Football Club nelle competizioni ufficiali della stagione 1995-1996.

## Rosa
La rosa e la numerazione sono aggiornate al 5 maggio 1996.
| N. |                             | Ruolo | Calciatore                 |
| -- | --------------------------- | ----- | -------------------------- |
| 1  | Zimbabwe (bandiera)         | P     | Bruce Grobbelaar           |
| 2  | Inghilterra (bandiera)      | D     | Jason Dodd                 |
| 3  | Inghilterra (bandiera)      | D     | Francis Benali             |
| 4  | Irlanda del Nord (bandiera) | C     | Jim Magilton               |
| 5  | Inghilterra (bandiera)      | D     | Richard Hall               |
| 6  | Suriname (bandiera)         | D     | Ken Monkou                 |
| 7  | Inghilterra (bandiera)      | C     | Matt Le Tissier (capitano) |
| 8  | Inghilterra (bandiera)      | A     | Gordon Watson              |
| 9  | Inghilterra (bandiera)      | A     | Neil Shipperley            |
| 10 | Inghilterra (bandiera)      | C     | Neil Maddison              |
| 11 | Inghilterra (bandiera)      | C     | Neil Heaney                |
| 12 | Inghilterra (bandiera)      | C     | Tommy Widdrington          |
| 13 | Inghilterra (bandiera)      | P     | Dave Beasant               |

| N. |                        | Ruolo | Calciatore       |
| -- | ---------------------- | ----- | ---------------- |
| 14 | Inghilterra (bandiera) | D     | Simon Charlton   |
| 15 | Galles (bandiera)      | D     | Alan Neilson     |
| 16 | Galles (bandiera)      | C     | David Hughes     |
| 17 | Inghilterra (bandiera) | C     | Paul Tisdale     |
| 19 | Inghilterra (bandiera) | C     | Mark Walters     |
| 21 | Inghilterra (bandiera) | A     | Frankie Bennett  |
| 22 | Inghilterra (bandiera) | D     | Barry Venison    |
| 23 | Inghilterra (bandiera) | P     | Darryl Flahavan  |
| 24 | Inghilterra (bandiera) | C     | Christer Warren  |
| 25 | Scozia (bandiera)      | C     | Paul Sheerin     |
| 26 | Inghilterra (bandiera) | D     | Matthew Robinson |
| 27 | Inghilterra (bandiera) | C     | Matt Oakley      |

## Risultati

### FA Premier League
| Arbitro: | Willard (Worthing) |

|                                        |           |                                 |
| Le Tissier 10’ (rig.), 69’ (rig.), 81’ | Marcatori | 8’ Cooper 36’ Woan 42’, 79’ Roy |

| Middlesbrough 12 settembre 1995, ore 19:45 BST 2ª giornata | Middlesbrough        | 0 – 0 referto | Southampton | Riverside Stadium (29.181 spett.)\| Arbitro: \| Jones (Loughborough) \| |
| Arbitro:                                                   | Jones (Loughborough) |               |             |                                                                         |

| Arbitro: | Winter (Stockton-on-Tees) |

|                         |           |  |
| Limpar 35’ Amokachi 43’ | Marcatori |  |

| Arbitro: | Cooper (Pontypridd) |

|                 |           |            |
| Widdrington 81’ | Marcatori | 70’ Dorigo |

| Arbitro: | Ashby (Worcester) |

|              |           |  |
| Magilton 65’ | Marcatori |  |

| Arbitro: | Alcock (Halstead) |

|                                    |           |  |
| Sinclair 74’ Gullit 89’ Hughes 90’ | Marcatori |  |

| Arbitro: | Hart (Darlington) |

|                                        |           |                       |
| Bergkamp 17’, 68’ Adams 23’ Wright 73’ | Marcatori | 24’ Watson 45’ Monkou |

| Southampton 2 ottobre 1995, ore BST 8ª giornata | Southampton  | 0 – 0 referto | West Ham United | The Dell (13.568 spett.)\| Arbitro: \| Poll (Tring) \| |
| Arbitro:                                        | Poll (Tring) |               |                 |                                                        |

| Arbitro: | Gallagher |

|           |           |                                 |
| Watson 2’ | Marcatori | 21’, 54’ McManaman 73’ Redknapp |

| Arbitro: | Danson |

|                                  |           |                |
| Giggs 1’, 4’ Scholes 8’ Cole 69’ | Marcatori | 85’ Shipperley |

| Arbitro: | Elleray (Harrow on the Hill) |

|  |           |             |
|  | Marcatori | 30’ Johnson |

| Arbitro: | Hart |

|               |           |                |
| Collymore 67’ | Marcatori | 60’ Shipperley |

| Southampton 9 dicembre 1995, ore 15:00 BST 17ª giornata | Southampton        | 0 – 0 referto | Arsenal | The Dell (15.238 spett.)\| Arbitro: \| Danson[7] (Leicester) \| |
| Arbitro:                                                | Danson (Leicester) |               |         |                                                                 |

| Arbitro: | Wilkie (Chester-le-Street) |

|                      |           |                   |
| Cottee 80’ Dowie 83’ | Marcatori | 22’ (aut.) Bishop |

| Arbitro: | Dunn |

|                |           |            |
| Shipperley 65’ | Marcatori | 84’ Rösler |

| Arbitro: | Lodge (Barnsley) |

|            |           |  |
| Cooper 44’ | Marcatori |  |

| Arbitro: | Burge (Tonypandy) |

|                         |           |            |
| Shipperley 64’ Hall 71’ | Marcatori | 44’ Barmby |

| Arbitro: | Elleray |

|                         |           |                      |
| Watson 46’ Magilton 77’ | Marcatori | 52’ Stuart 56’ Horne |

| Arbitro: | Bodenham |

|           |           |  |
| Deane 74’ | Marcatori |  |

| Arbitro: | Gallagher (Banbury) |

|         |           |  |
| Lee 10’ | Marcatori |  |

| Arbitro: | Ashby (Worcester) |

|                                  |           |                                 |
| Widdrington 6’ Clarke 38’ (aut.) | Marcatori | 20’, 26’ (rig.) Wise 53’ Gullit |

| Arbitro: | Winter |

|                    |           |             |
| Kinkladze 32’, 37’ | Marcatori | 64’ Tisdale |

| Arbitro: | Danson |

|                                  |           |  |
| Taylor 64’ Charles 78’ Yorke 82’ | Marcatori |  |

| Arbitro: | Poll (Tring) |

|                                  |           |           |
| Monkou 11’ Shipperley 23’ Le 43’ | Marcatori | 89’ Giggs |

### FA Cup
| Arbitro: | Dunn (Bristol) |

|                        |           |  |
| Cantona 49’ Sharpe 90’ | Marcatori |  |

## Statistiche

### Statistiche di squadra
| Competizione        | Punti | In casa | In casa | In casa | In casa | In casa | In casa | In trasferta | In trasferta | In trasferta | In trasferta | In trasferta | In trasferta | Totale | Totale | Totale | Totale | Totale | Totale | DR  |
| Competizione        | Punti | G       | V       | N       | P       | Gf      | Gs      | G            | V            | N            | P            | Gf           | Gs           | G      | V      | N      | P      | Gf     | Gs     | DR  |
| ------------------- | ----- | ------- | ------- | ------- | ------- | ------- | ------- | ------------ | ------------ | ------------ | ------------ | ------------ | ------------ | ------ | ------ | ------ | ------ | ------ | ------ | --- |
| FA Premier League   | 38    | 19      | 7       | 7       | 5       | 21      | 18      | 19           | 2            | 4            | 13           | 13           | 34           | 38     | 9      | 11     | 18     | 34     | 52     | -18 |
| FA Cup              | -     | -       | -       | -       | -       | -       | -       | -            | -            | -            | -            | -            | -            | -      | -      | -      | -      | -      | -      |     |
| Football League Cup | -     | -       | -       | -       | -       | -       | -       | -            | -            | -            | -            | -            | -            | -      | -      | -      | -      | -      | -      |     |
| Totale              | -     | 19      | 7       | 7       | 5       | 21      | 18      | 19           | 2            | 4            | 13           | 13           | 34           | 38     | 9      | 11     | 18     | 34     | 52     | -18 |